# Wilhelm von Grolman (General, 1829)
Wilhelm Hermann August von Grolman (* 20. Juni 1829 in Glogau, Landkreis Glogau, Provinz Schlesien; † 24. Januar 1893 in Barzdorf, Kreis Striegau, Provinz Schlesien) war ein preußischer General der Infanterie und Kommandierender General des XI. Armee-Korps.

## Leben

### Herkunft
Seine Eltern waren der General der Infanterie Karl von Grolman (1777–1843) und dessen zweite Ehefrau Hedwig, geborene von Rotenhan (1796–1864).

### Militärkarriere
Grolman begann seine schulische Ausbildung am Friedrich-Wilhelm-Gymnasium in Posen und kam dann zum Köllnischen Realgymnasium in Berlin. Am 11. Mai 1847 trat er als Grenadier in das 1. Garde-Regiment zu Fuß der Preußischen Armee ein. Dort wurde Grolmann am 13. Januar 1848 Portepeefähnrich und erhielt am 26. Juni 1849 den Charakter als Sekondeleutnant. Mit Patent vom 26. Juni 1849 wurde er am 14. März 1850 Sekondeleutnant und mit diesem Datum über den Etat einrangiert, am 22. Juli 1852 kam er in den Etat. Vom 1. Oktober 1852 bis 8. Juli 1855 war Grolman zur weiteren Ausbildung an die Allgemeine Kriegsschule kommandiert. Danach kam er vom 1. Juni 1858 bis 31. März 1859 zum Topographischem Büro und wurde zwischenzeitlich zum Premierleutnant befördert.
Während der Mobilmachung anlässlich des Sardinischen Krieges wurde Grolman vom 15. Juni bis zum 15. August 1859 als Kompanieführer des mobilen II. Bataillons im 1. Garde-Landwehr-Regiments in Stettin kommandiert. Am 20. März 1860 wurde er zur Begleitung des Ministerresidenten und Generalkonsuls Julius von Minutoli (sein Onkel) nach Persien abkommandiert. Dafür erhielt er neben seinem Gehalt nochmal 1000 Taler. Am 23. Februar 1861 wurde Grolman in das 3. Garde-Regiment zu Fuß versetzt, wo er am 8. Dezember 1861 zum Hauptmann und Kompaniechef aufstieg. Von dort folgte am 20. November 1862 seine Versetzung in den Generalstab der 10. Division nach Posen. Am 7. Juni 1866 wurde er zum Major befördert. Während des Krieges gegen Österreich wurde Grolman während eines Erkundungsrittes im Gefecht bei Nachod verwundet. Er kämpfte aber wieder bei Skalitz und Schweinschädel, wo er so schwer verwundet wurde, dass er für den Rest des Krieges kampfunfähig war. Am 20. September 1866 erhielt er den Roten Adlerorden III. Klasse mit Schwertern.
Am 17. März 1867 wurde Grolman zum Kommandeur des Füsilier-Bataillons im Garde-Grenadier-Regiment Nr. 3 ernannt und in dieser Eigenschaft am 26. Juli 1870 zum Oberstleutnant befördert. Im Krieg gegen Frankreich nahm er 1870/71 an den Schlachten von Gravelotte und Le Bourget sowie der Belagerung von Paris und dem Gefecht bei Aulnay teil. Für Gravelotte erhielt er das Eiserne Kreuz II. Klasse und am 8. April 1871 das Kreuz I. Klasse. Am 20. Juni 1871 wurde Grolman zur Führung des 4. Garde-Regiment zu Fuß kommandiert und am 19. Oktober 1871 unter Stellung à la suite mit der Führung beauftragt. Am 4. November 1871 folgte seine Ernennung zum Regimentskommandeur und am 18. Januar 1872 die Beförderung zum Oberst. Grolman wurde am 18. Mai 1876 à la suite gestellt und mit der Führung des 3. Garde-Infanterie-Brigade beauftragt.
Vom 18. August bis zum 3. September 1878 wurde er zu Prinz Heinrich von Oranien-Nassau kommandiert und begleitete den Einzug der Prinzessin Marie von Preußen (1855–1888) in den Niederlanden, als auch bei den Hochzeitsfeierlichkeiten. Am 18. Januar 1880 erhielt er den Roten Adlerorden II. Klasse mit Eichenlaub und Schwertern und am 18. September den Stern zum Kronenorden II. Klasse. Am 16. November 1882 mit der Führung der 8. Division beauftragt, wurde Grolman am 12. Dezember 1882 mit der Beförderung zum Generalleutnant zum Kommandeur dieses Großverbandes ernannt. Am 19. September 1883 erhielt er den Stern zum Roten Adlerorden II. Klasse mit Eichenlaub und Schwertern.
Im Jahr 1886 war Grolman als Beobachter vom 19. bis zum 24. August zu den russischen Manövern im Lager von Krasnoe-Selo kommandiert. Am 18. Januar 1888 erhielt er den Roten Adlerorden I. Klasse mit Eichenlaub und Schwertern am Ring und wurde am 17. April 1888 zum Kommandierenden General des IV. Armee-Korps ernannt sowie am 23. April mit Patent vom 12. April 1888 zum General der Infanterie befördert. Als 1888 Kaiser Friedrich III. starb, überbrachte Grolman die offizielle Nachricht nach Lissabon und Madrid. Am 22. März 1889 wurde er Kommandierender General des XI. Armee-Korps und erhielt in dieser Stellung am 23. März 1890 das Großkreuz des Roten Adlerordens mit Eichenlaub und Schwertern am Ring. Am 19. September 1891 wurde er à la suite des 4. Garde-Regiments zu Fuß gestellt und am 5. Mai 1892 bekam er zur Wiederherstellung seiner Gesundheit einen Urlaub von zehn Wochen. Unter Verleihung des Schwarzen Adlerordens wurde Grolman am 11. August 1892 mit Pension zur Disposition gestellt.

### Familie
Grolman heiratete am 12. Dezember 1864 in Berlin Elisabeth von Block (* 24. Februar 1842). Die Ehe blieb ohne Kinder.